# 本杰明·布里斯托
本杰明·赫尔姆·布里斯托（Benjamin Helm Bristow，1832年6月20日—1896年6月22日），美国政治家，美国辉格党和美国共和党人，曾任美國訟務次長（1870年至1872年）及美国财政部长（1874年至1876年）。
| 司法职务 | 司法职务               | 司法职务                    |
| -------- | ---------------------- | --------------------------- |
| 新頭銜   | 美國訟務次長 1870–1872 | 繼任者： Samuel F. Phillips |
| 官衔     |                        |                             |

| 前任： 威廉·亚当斯·理查森 | 美国财政部长 1874年 - 1876年 | 繼任： 洛特·M·莫里尔 |